# Denning (Nowy Jork)
Denning – miasto w Stanach Zjednoczonych, w stanie Nowy Jork, w hrabstwie Ulster.